# Castello di Chevrette
Il castello di Chevrette era una residenza situata a Deuil-la-Barre, nel dipartimento della Val-d'Oise, in Francia.

## Posizione

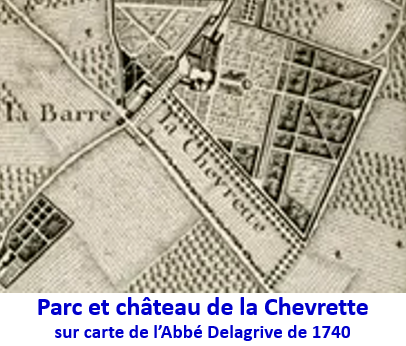
Parco e castello di Chevrette sulla mappa di Delagrive del 1740

Il corpo principale del castello sorgeva sul sito dell'attuale pista di pattinaggio di Deuil. Il cancello d'ingresso, in Rue du Château, in linea con Rue Célestine, e la portineria, oggi museo e scuola di musica, sono gli unici elementi conservati dell'antica tenuta.
Il parco si estendeva fino all'Avenue Galliéni a est, il sentiero che costeggiava il parco a nord, la Rue du Château a ovest fino all'Avenue de la Division Leclerc.

## Storia

### Origini
L'esistenza di un primo maniero a Deuil è attestata dal matrimonio, nel 1398, di Lancelot Turpin de Crissé, signore di Deuil, con Denyse de Montmorency. La prima menzione del luogo chiamato La Chevrette compare in un atto di vendita datato 1º ottobre 1559, relativo a una proprietà composta da diversi edifici, cortili e giardini, circondati da fossati e siepi. La proprietà fu acquistata il 14 agosto 1636 dal finanziere Pierre Puget de Montauron (1592-1664), Primo Presidente della Corte dei conti e ausiliario di Montauban, consigliere e segretario del re. Pierre Puget fece ricostruire il castello nel 1638 dall'architetto Frémin de Cotte in stile Luigi XIII e vi fece realizzare un parco. La facciata di 51 metri era circondata a sinistra da una cappella decorata con dipinti di Jacques Blanchard, a destra da un padiglione con bagni. Il parco alla francese di 30 ettari, che comprende un canale lungo 285 metri, tre stagni e un'aranciera, fu progettato da Le Nôtre. Pierre Puget vendette il castello nel 1645 a Michel Particelli d'Émery, Controllore Generale delle Finanze, che fece scolpire diverse statue per il parco, tra cui quella di Galatea, riprodotta nel 2018 in Place de la Nation a Deuil e il cui ricordo è evocato nel quartiere di Galathée. Anche la cortigiana Marion Delorme, di cui Michel Particelli d'Émery era uno degli amanti, frequentava il castello. Diversi proprietari si susseguirono: Phélypeaux de la Vrillière nel 1650, Balthazar, marchese di Châteauneuf, nel 1670, Guillaume de Boissier nel 170, Romain Dru de Mongelas nel 1707, Eustache François Le Couturier nel 1727.

### Gli anni d'oro

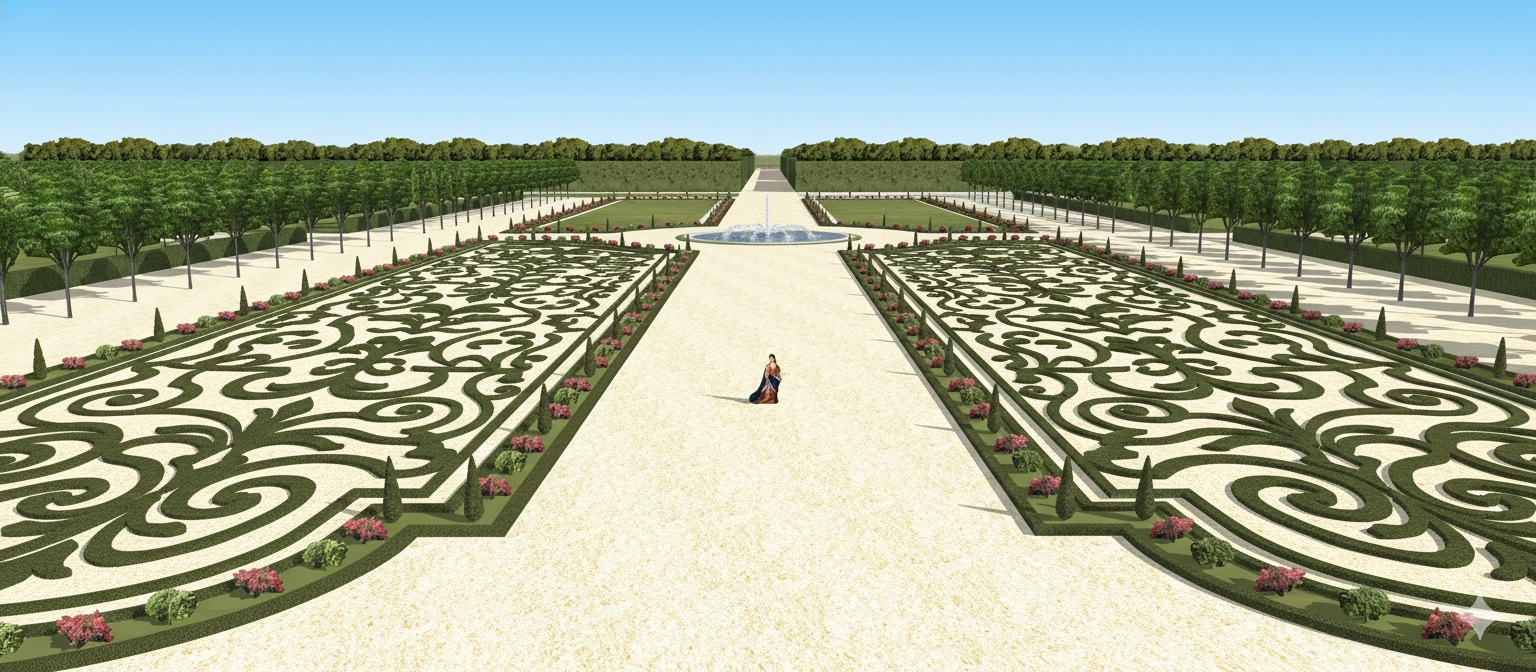
Ricostruzione della vista sul parterre del castello di Chevrette nel XVIII secolo

Nel 1731 fu acquistato dal fermier generale Lalive de Bellegarde che eseguì importanti lavori di ristrutturazione, aggiungendo un'ala, due padiglioni nel cortile principale e un teatro nel parco. Uno dei suoi figli, Lalive d'Épinay, sposò la cugina Louise Florence Pétronille Tardieu d'Esclavelles, nata nel 1726, conosciuta come Madame d'Épinay, nel 1744. Madame d'Épinay accolse Jean-Jacques Rousseau, che le era stato presentato nel 1748 da sua cognata la contessa d'Houdetot, e nel 1756 fece costruire una casa, l'eremo, per lo scrittore vicino alla riserva d'acqua del parco ai margini della foresta di Montmorency. Jean-Jacques Rousseau divideva il suo tempo tra il castello di Chevrette, l'eremo e la casa della contessa d'Houdetot a Eaubonne. Dopo la partenza di Rousseau nel dicembre 1757, a causa di un litigio con Madame d'Épinay, Diderot frequentò il castello dal 1760 in poi, insieme ad altre celebrità come il barone Melchior Grimm, d'Holbach e l'abate Galiani. Madame d'Épinay mantenne una corrispondenza con i suoi amici scrittori e filosofi e partecipò alla redazione del periodico Correspondance littéraire.

### Fine e demolizione
Madame d'Épinay lasciò La Chevrette nel 1762 e soggiornò a La Briche, a Épinay o nel suo palazzo in Rue de la Chaussée-d'Antin a Parigi. Il castello fu affittato dal 1764 al 1780 alla famiglia La Savalette de Magnanville, che ne fece una capitale teatrale, e dal 1780 al 1786 ai Grandi di Spagna, il Duca e la Duchessa dell'Infantado. La figlia di Madame d'Épinay, la Viscontessa di Belzunce, ereditò il castello nel 1783. Il Visconte di Belzunce lo fece demolire insieme al teatro nel 1786, lasciando una fattoria e l'aranciera, scomparse nel XIX secolo, e le scuderie, distrutte negli anni 1960.

## Galleria d'immagini

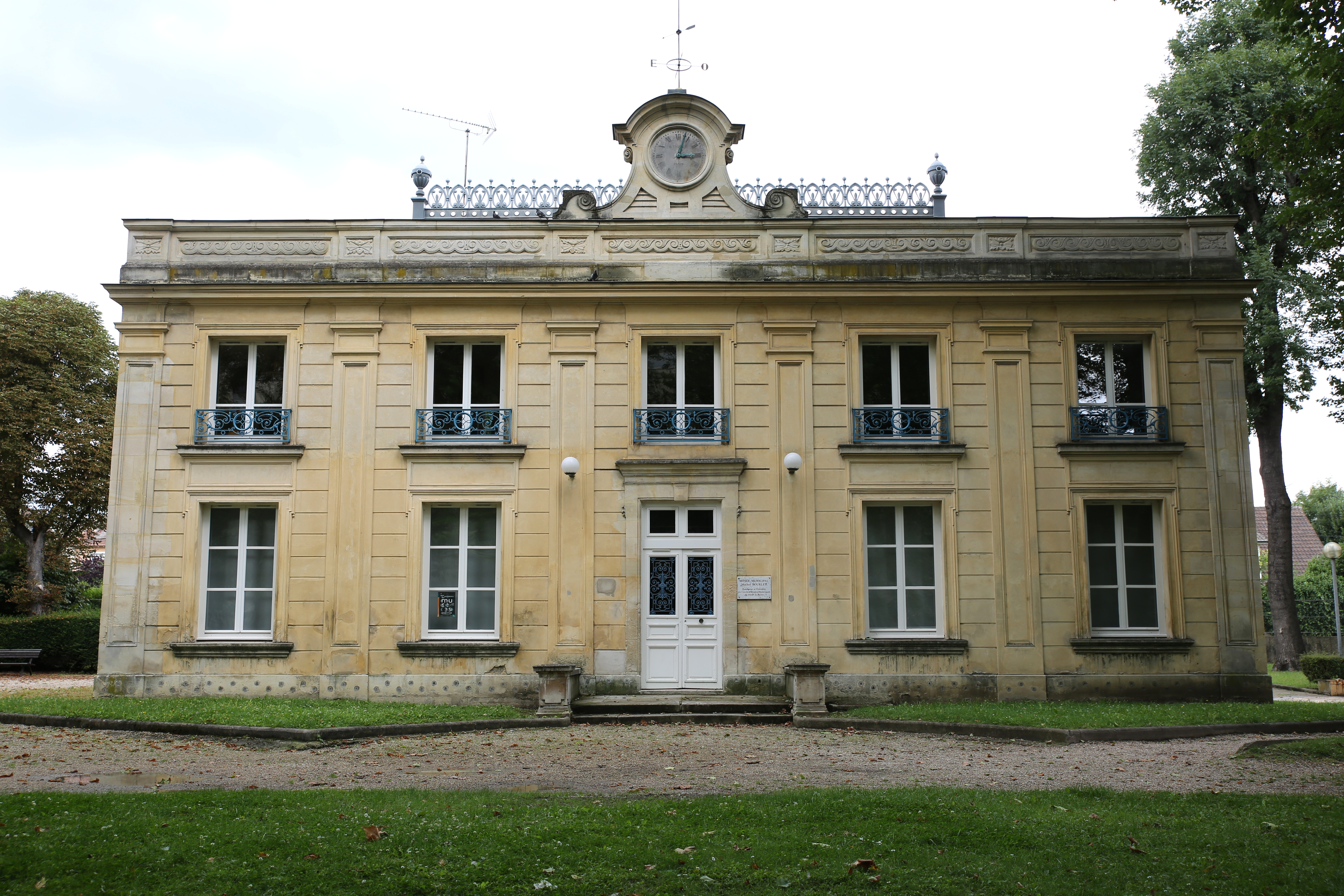
La conciergerie
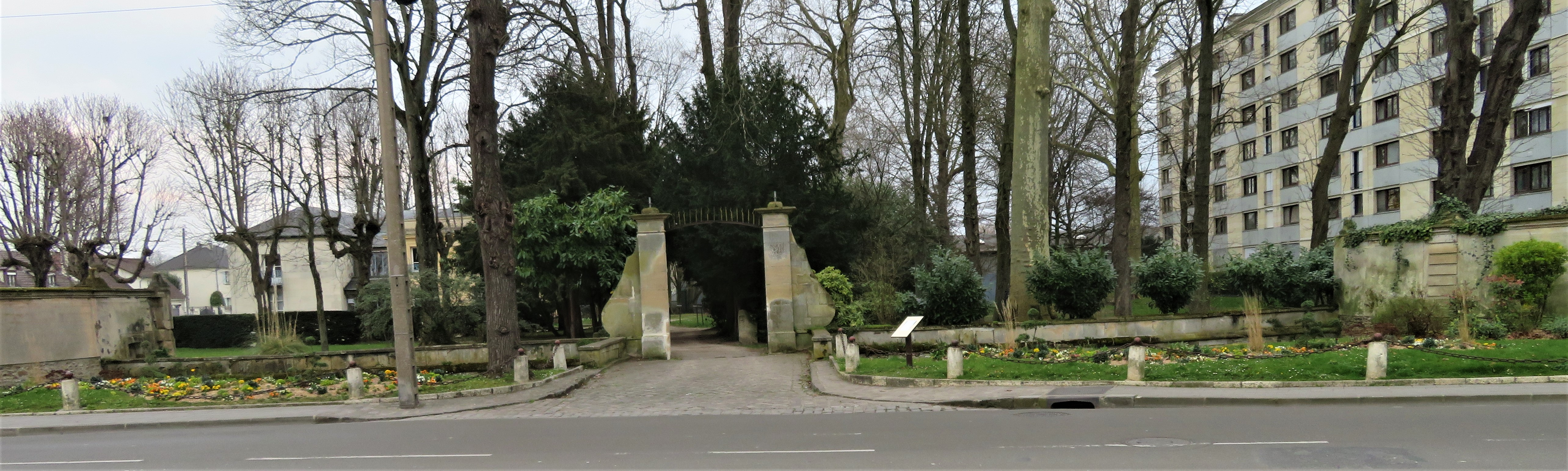
I resti dell'entrata del castello